# Kadeni-stofuil
De kadeni-stofuil (Caradrina kadenii, syn. Platyperigea kadenii) is een vlinder uit de familie van de Noctuidae (uilen). De voorvleugellengte van de vlinder is 12 tot 15 millimeter. Het oorspronkelijke verspreidingsgebied van de soort beslaat Zuid- en Centraal-Europa, maar de soort is zijn areaal aan het uitbreiden in noordelijke richting. De soort bereikte in 2002 Duitsland en Engeland en in 2006 Nederland en België. De soort overwintert als rups.

## Waardplanten
De kadeni-stofuil is polyfaag, en leeft van lage kruidachtige planten.

## Voorkomen in Nederland en België
Zoals hierboven gemeld is de kadeni-stofuil in 2006 voor het eerst in België waargenomen, op 8 juli in de provincie West-Vlaanderen. De eerste waarneming in Nederland was enkele maanden later, op 5 september, in Brielle. De vliegtijd loopt van mei tot in oktober in jaarlijks twee generaties.